# Фруде Ульсен
Фруде Ульсен (норв. Frode Olsen, нар. 12 жовтня 1967, Ставангер) — норвезький футболіст, що грав на позиції воротаря.
Виступав, зокрема, за клуби «Старт» (Крістіансанн) і  «Севілья», а також національну збірну Норвегії.
Чемпіон Норвегії. Володар Кубка Норвегії.

## Клубна кар'єра
У дорослому футболі дебютував 1990 року виступами за команду клубу «Русенборг», в якій протягом року взяв участь лише в одному матчі чемпіонату. 
Згодом з 1991 по 1999 рік грав у складі команд клубів «Стремсгодсет», «Старт» (Крістіансанн) та «Стабек».
Своєю грою за останню команду привернув увагу представників тренерського штабу клубу «Севілья», до складу якого приєднався 2000 року. Відіграв за клуб із Севільї наступні два сезони своєї ігрової кар'єри.
Завершив професійну ігрову кар'єру на батьківщині, у клубі «Вікінг», за команду якого виступав протягом 2002—2004 років.

## Виступи за збірну
У 1995 році дебютував в офіційних матчах у складі національної збірної Норвегії. Протягом кар'єри у національній команді, яка тривала 9 років, провів у формі головної команди країни 26 матчів.
У складі збірної був учасником чемпіонату Європи 2000 року у Бельгії та Нідерландах.

## Титули і досягнення

### Командні
- Чемпіон Норвегії (1):

«Русенборг»: 1990
- Володар Кубка Норвегії (2):

«Русенборг»: 1990
«Стабек»: 1998

### Особисті
- Голкіпер року у Норвегії: 1997, 1998, 1999